# Adam Gottlob Schirach
Adam Gottlob Schirach (hornolužickosrbsky Hadam Bohuchwał Šěrach; 5. září 1724, Nostitz – 3. dubna 1773, Kleinbautzen) byl lužickosrsbký evangelický duchovní a spisovatel; praktik a teoretik včelařství.
Od roku 1748 do své smrti působil jako farář v obci Kleinbautzen (Budyšink). Patří k nejvýznamnějším lužickosrbským osvícencům.